# Banque Profil de Gestion

Früheres Logo der Société Bancaire Privée

Die Banque Profil de Gestion SA mit Sitz in Genf war eine auf die Vermögensverwaltung spezialisierte Schweizer Privatbank. Sie beschäftigt 48 Mitarbeiter und verwaltete per Ende 2007 Kundenvermögen in der Höhen von 1,2 Milliarden Schweizer Franken. Das Unternehmen ist an der Schweizer Börse SIX kotiert. Das Unternehmen wurde 2020 von der One Swiss Bank übernommen.
Das Unternehmen wurde 1964 unter dem Namen Société Financière Privée SA als Vermögensverwaltungsfirma gegründet. Nachdem diese 1999 zunächst die Bewilligung als Effektenhändler erhalten hatte, wurde ihr 2002 durch die Eidgenössische Bankenkommission die Banklizenz erteilt. 2003 wurde das Unternehmen in Société Bancaire Privée SA umfirmiert. Im Jahr 2009 erhielt es seinen heutigen Namen. Das Unternehmen wurde 2020 von der One Swiss Bank übernommen.